# کمبود Glut1
کمبود Glut1 (انگلیسی: Glut1 deficiency) موسوم به «بیماری دی ویوو» یک بیماری متابولیک ژنتیکی با چیرگی اتوزومال غالب است که در اثر کمبود پروتئین GLUT1 حاصل می‌شود؛ پروتئینی که در حمل گلوکز از خلالِ سد خونی مغزی نقش اساسی دارد.
این بیماری ژنتیکی در ۱ از ۹۰٬۰۰۰ تولد رخ می‌دهد و شیوع آن در ایالات متحده آمریکا، ۳٬۰۰۰ تا ۷٬۰۰۰ است.

## علائم و نشانه‌ها
این بیماری با علائم و نشانه‌های گوناگونی همراه است. برخی از آنان عبارتند از:
- میکروسفالی
- تأخیر در رشد ذهنی و بدنی
- آتاکسی
- دیستونی
- دیس‌آرتری
- حرکات اتفاقی و غیرقابل کنترل چشم‌ها (opsoclonus)
- اسپاسیته و سفتی عضلانی
- تشنج (که با افزایش کتوزیس بهتر می‌شود)

## تشخیص و درمان
این بیماری با اثبات کاهش گلوکز در مایع مغزی-نخاعی (کمتر از ۲٫۲ میلی‌مول بر لیتر) یا کاهش نسبتِ گلوکزِ مایع مغزی-نخاعی به گلوکزِ پلاسما (کمتر از مایع مغزی-نخاعی) و سنجش بازجذب ۳-O-متیل-d-گلوکز اریتروسیتی تشخیص داده می‌شود.
در این بیماری، تجویز رژیم غذایی کتوژنیک، منجر به بهبود نسبی تشنج‌ها می‌شود
پژوهش‌هایی دربارهٔ احتمال اثربخشی روغن C7 (مثلاً تری‌هپاتونین که از دانه‌های کرچک بدست می‌آید) در دست انجام است.